# Film
Fílm je umetnost gibanja. Tako film predstavlja področje sedme umetnosti kot tudi eno od najbolj razširjenih oblik zabave. Filmska umetnost je ena najmlajših umetnosti. Združuje besedno, likovno, glasbeno, plesno in gledališko umetnost. Film se je razvijal in se razvija še danes tako na umetnostnem področju kot tudi na tehnološkem (boljše kamere, filmski trak, tonske naprave, ...). Film je ena najbolj prepričljivih in kreativnih umetnosti, saj lahko prikazuje realnost ali domišljijo.
Film je sestavljen iz posameznih členov, ki jim pravimo fotografije. Osnova filma je torej fotografija - kot eno sekundo filma v bistvu vidimo več zaporednih fotografij. Na začetku so posnete slike na celuloidnem traku predvajali s hitrostjo 16 ali več slik na sekundo.
Prva na tleh stoječa škatli podobna naprava za gledanje filma je bila nekakšno zasebno predvajanje, saj se je film gledalo skozi luknjo v škatli. Ta naprava je postala priljubljena predvsem na karnevalih. Nato so to napravo naredili za več ljudi. Kasneje so naredili tudi nekakšen prvi kino, ko so po pet teh naprav postavili v dve vrsti. Skozi leta so se razvile še mnoge druge naprave za predvajanje filma.

## Začetek
Film je začel nastajati, ko je Thomas Alva Edison prvi združil več posameznih fotografij na perforiranem filmskem traku. Tako je prvi pravi film Edison svetu predstavil v kinu podobnem prostoru z bratoma Lumière 28. decembra leta 1895 v Parizu. Leta 1903 je Francoz Georges Méliès že posnel prvi »igrani« film: Potovanje na Luno, po romanu Julesa Verna. Méliès, ki velja tudi za izumitelja znanstvenofantastičnega filma, je že uporabljal posebej izdelane filmske kulise in trike.
Na začetku 20. stoletja so filmske šole posnele kar nekaj mogočnih filmov. Italijani so snemali filmske spektakle, kot so Julij Cezar, Padec Troje in Cabiria, Francozi so se zavzemali za zgodbe velikih pisateljev, danska filmografija pa je vpeljala v film veliko raznolikosti; bila je predhodnica Hollywooda.
Eden velikih začetnikov filmskega spektakla v ZDA je bil David W. Griffith, s filmom Rojstvo naroda (1915), o ameriški državljanski vojni. Film se odlikuje s svojo zgradbo, napetimi prizori in čistim slogom, vsebinsko pa velja za spornega.
V Ameriki se je po 1. svetovni vojni pojavilo veliko filmskih družb, ki so snemale le nizko proračunske filme. Nemški filmi so bili mnogo boljši, npr. Kabinet voščenih lutk. Kmalu za tem se je rodil zvočni film. Nema doba, kot so jo poimenovali strokovnjaki, je bila tako zamenjana s filmi z zvokom, vendar je trajalo nekaj časa, preden so jih gledalci sprejeli.

## Nemi film
Nemi film je film brez zvočne spremljave. Vendar pa nemi filmi po navadi niso bili čisto nemi, saj jih je spremljala glasba, ki so jo izvajali v živo. Najprej so imeli samo improvizirano spremljavo klavirja ali orgel. Manjša mesta so tako imele pianista, večja mesta pa nato kar cel orkester.
Ker nemi filmi niso imeli dialogov ter ostalih govorov, so filmarji naslove filmov priredili tako, da je občinstvo razumelo vsebino filma. Igralci so imeli v nemih filmih največjo vlogo in so morali znati zelo dobro izražati svoja čustva in mišljenja preko obrazne mimike in govorico telesa, saj so morali gledalcem ponazoriti dogajanje v filmu. Eden bolj znanih igralcev pa je zagotovo Charlie Chaplin. Bil je igralec, pa tudi nenadomestljiv komik in velik človek. V nemih filmih je velikokrat igral smešnega brkatega potepuha. Filme je Charlie Chaplin snemal že od leta 1913.
Strokovnjaki ocenjujejo, da se je skozi leta izgubilo in uničilo na tisoče nemih filmov. V prvi polovici 20. stoletja so filme snemali na zelo hitro vnetljivem snemalnem traku, tako da se jih je na ta način uničilo kar nekaj, veliko pa so jih uničili tudi načrtno, saj se niso zavedali njihovega pomena in vrednosti. Filmski zgodovinarji se danes zavzemajo za ohranjanje filmov.

## Zvočni film
Prvi celovečerni zvočni film je nastal leta 1927 in je imel naslov Pevec jazza, v glavni vlogi pa je nastopil takratni popularni pevec Al Jolson. Zvočni filmi so, potem ko jih je publika že sprejela, popolnoma zasenčili neme, tako da se je za veliko filmskih zvezd nemega filma kariera kmalu končala.
Film se je začel razvijati tudi v deželah, ki filmske umetnosti prej niso poznale. Ustvarjalci so v filmih začeli upodabljati različne teme,  tako, da ne moremo več govoriti o filmskih šolah. Nekaj časa so bili na vrhu ustvarjalci filmov v Hollywoodu, vendar se jim je šlo predvsem za dobiček in ne za umetnost. Po drugi strni pa so bili nemški filmi v času Hitlerja predvsem političnopropagandni. Nacisti so prav tako izumili 3D filmsko tehniko.
Kmalu po iznajdbi zvočnega filma so se v filmski umetnosti pojavile različne filmske zvrsti, ki so se zelo razlikovale od igranega filma. Tako se pojavijo dokumentarni, risani in lutkovni film.
Dokumentarni filmi so večinoma prikazovali socialne probleme, eksotične kraje ter človekove uspehe. Bolj znani dokumentaristi so bili v svojih filmih objektivni, vendar so hoteli življenje ujeti enako doživeto kot v igranih.
Bolj se je razcvetel risani film, ki ga je oživil Walt Disney. Za mlade so ustvarili še danes znane živalske karikature, kot so Miki miška, pes Pluton, racman Jaka ter mnogi drugi. Te liki so se večkrat norčevali iz človeških napak. Za mlade so začeli ustvarjati tudi lutkovni film, ki pa ni bil enako priljubljen kot risani.
Italijanski neorealizem je v naslednjih letih omejil vpliv Hollywooda s filmi o malih ljudeh. Povzročili so, da se je na filmsko umetnost začelo gledati drugače.

## Sodobni film
Film se je vse do danes razvijal in se še razvija. Po 2. svetovni vojni so se pojavili nekakšni filmski neznanci. Film se je razcvetel tudi tam, kjer prej ni bil toliko uveljavljen.
Danes film poznamo kot zvrst umetnosti ali pa kot način zabave gledalcev. V Hollywoodu tako kot v preteklosti še zmeraj v večini ustvarjajo filme, ki so všeč večini ljudi. Vendar obstajajo tudi tako imenovani art filmi, ki jih ustvarjalci izdelujejo zaradi umetniške vrednosti. Po tem se film v teh letih ni kaj dosti spremenil. Bolj se je spremenil na področju tehnologije in pri izvedbi igre igralcev. 

## Filmski žanri
Osnovna žanra filma sta komedija in drama. Iz drame tako izhaja kriminalka in vestern, iz komedije pa glasbeni film.
Komedija je tako lahko situacijska ali pa karakterna, vse je odvisno od elementov in zgodbe filma. Situacijska komedija temelji na smešnih dogodkih, karakterna pa se ponaša z dobro dodelanimi osebnostmi in značaji.
Drama ima veliko večji razpon, saj lahko se dogaja v kateremkoli času. Imamo psihološke drame, ki predstavljajo osebno dojemanje sveta. Veliko bolj napete so grozljivke, vesterni in kriminalni filmi. Raznolikost je postala še večja, ko v filme vnesli zločine, pobege, akcijo, zasledovanja, grozo, žalost, prizore iz različnih koncev sveta.
V ZDA sta se glasbena komedija in vestern najhitreje razvila.

## Filmska ekipa
- filmski igralec
- režiser
- montažer
- direktor fotografije ali snemalec
- producent
- scenograf
- kostumograf
- oblikovalec maske
- komponist
- scenarist